# Hexamethylendiisocyanat
Hexamethylendiisocyanat (oder genauer 1,6-Hexamethylendiisocyanat, systematisch 1,6-Diisocyanatohexan) ist eine chemische Verbindung aus der Gruppe der aliphatischen Isocyanate. Es ist eine farblose bis gelbliche, giftige Flüssigkeit mit stechendem Geruch.

## Gewinnung und Darstellung
Hexamethylendiisocyanat kann durch Reaktion von Hexamethylendiamin mit Phosgen und anschließender Reinigung gewonnen werden.

## Eigenschaften

### Physikalische Eigenschaften
Die Dämpfe von Hexamethylendiisocyanat sind sechsmal so schwer wie Luft.

### Chemische Eigenschaften
Die Verbindung kann mit Alkoholen in Gegenwart von Basen bei ungenügender Verdünnung heftig bis explosionsartig reagieren.

### Sicherheitstechnische Kenngrößen
Hexamethylendiisocyanat bildet bei erhöhter Temperatur entzündliche Dampf-Luft-Gemische. Sie hat einen Flammpunkt von 130 °C. Der Explosionsbereich liegt zwischen 0,9 Vol.‑% (64 g/m3) als untere Explosionsgrenze (UEG) und 9,5 Vol.‑% (676 g/m3) als obere Explosionsgrenze (OEG). Die Zündtemperatur beträgt 400 °C. Der Stoff fällt somit in die Temperaturklasse T2.

## Verwendung
Hexamethylendiisocyanat ist ein wesentlicher Ausgangsstoff für Polyurethan-Lacke. Fast die gesamte Verbrauchsmenge wird in Deutschland zu Lackvorprodukten für die Automobil- und Möbelindustrie, wie z. B. HDI-Biuret, HDI-Isocyanurat und HDI-Uretdion weiterverarbeitet.

## Sicherheitshinweise
Bei starker Erwärmung (Flammpunkt 130 °C) können Hexamethylendiisocyanat-Dämpfe mit Luft ein explosionsfähiges Gemisch bilden.
Monomere Isocyanate besitzen stets einen gewissen Dampfdruck, wodurch sich reaktive Stoffe in der Gasphase befinden. Zusätzlich zu der Reaktivität besteht hiermit die Möglichkeit Isocyanate einzuatmen. Um diese zusätzliche Gefahr zu vermeiden, werden Isocyanate oligomerisiert. Oligomerisieren bedeutet hierbei die Vergrößerung der Moleküle. Größere Moleküle besitzen stets geringere Dampfdrücke und verringern damit die Toxizität.  Mögliche Wege der Oligomerisierung sind z. B. die Reaktion von 3 mol HDI mit Trimethylolpropan oder auch die Reaktion von 3 mol HDI zu einem HDI-Isocyanurat wie zuvor erwähnt.